# Inselverzwergung

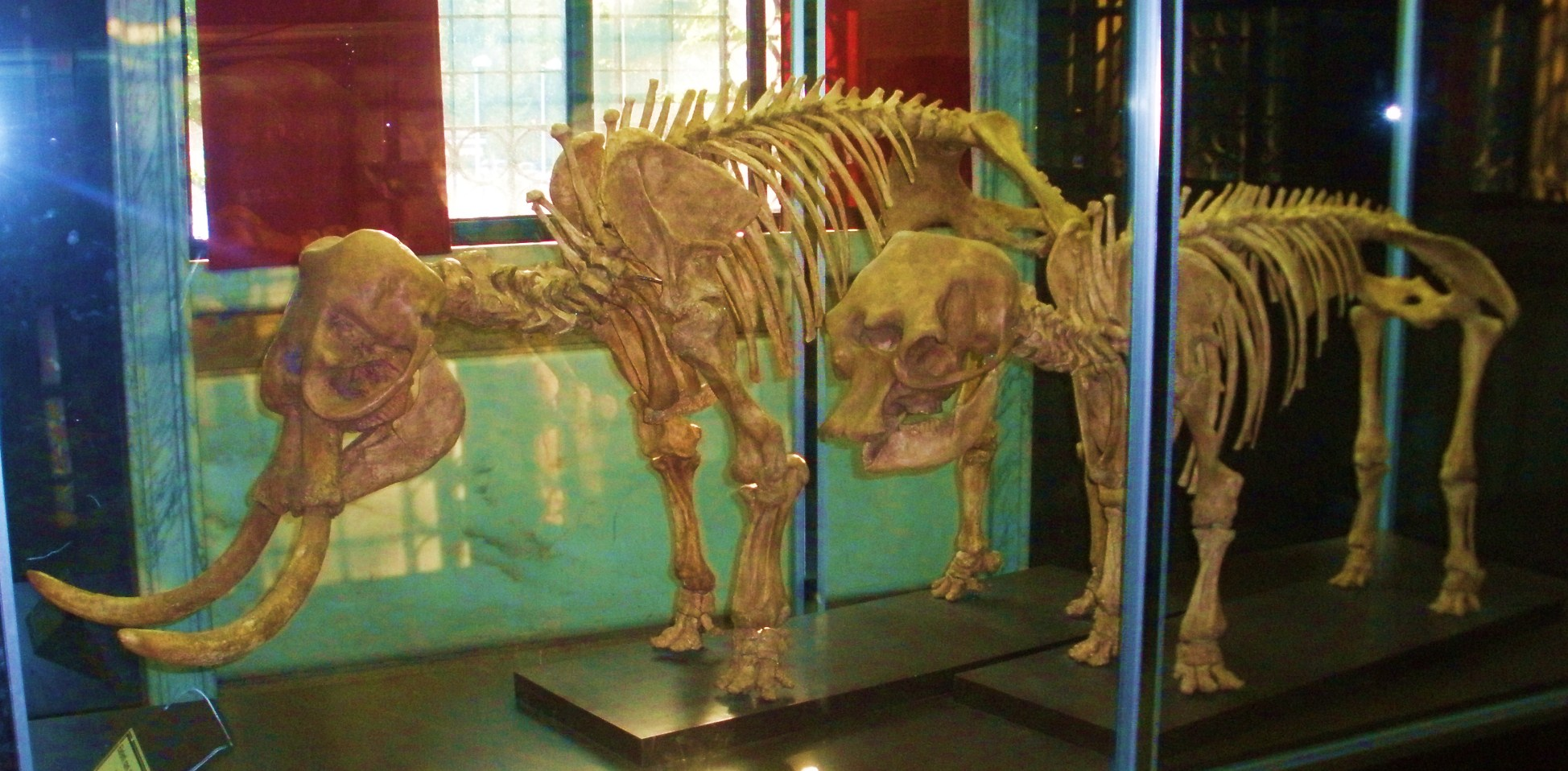
Skelette von Maltas Palaeoloxodon falconeri, der kleinsten Elefantenart. Bullen hatten eine Schulterhöhe von etwa einem Meter und ein Gewicht von etwa 305 kg; weibliche Tiere waren noch kleiner

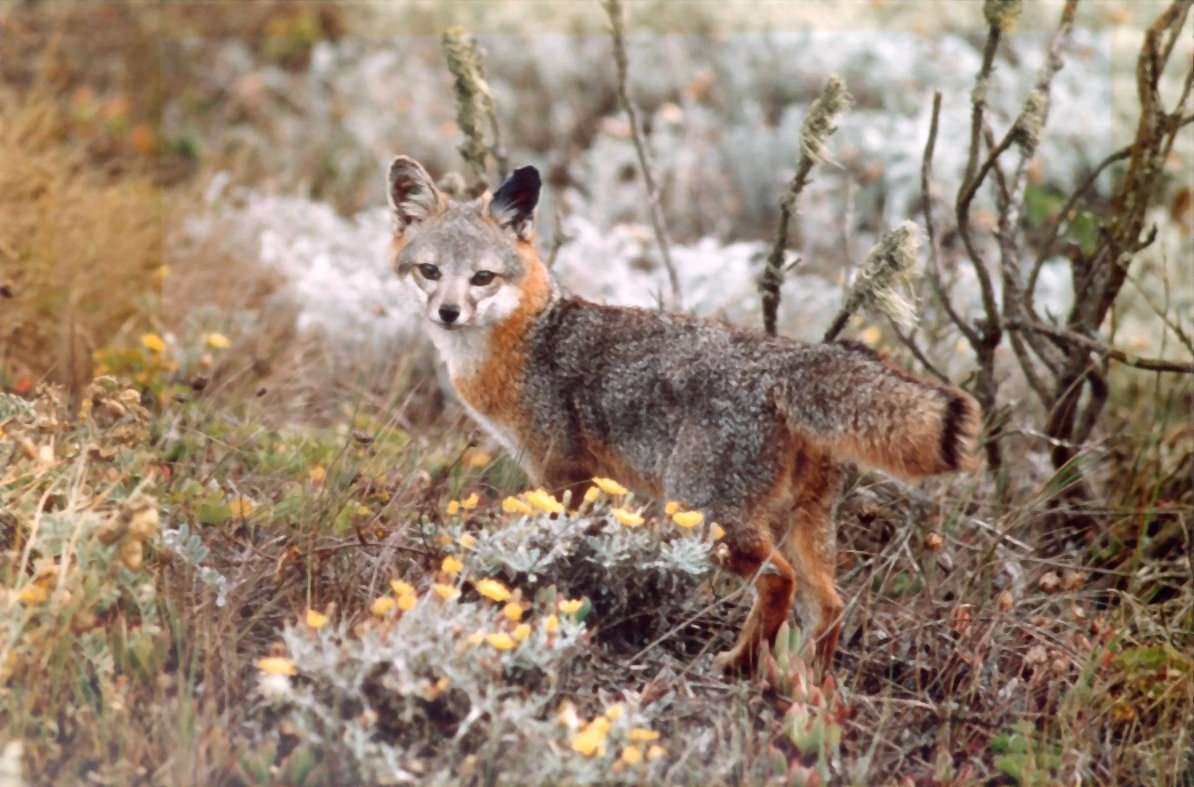
Der auf den Kanalinseln von Kalifornien beheimatete Insel-Graufuchs als ein Beispiel für Inselverzwergung

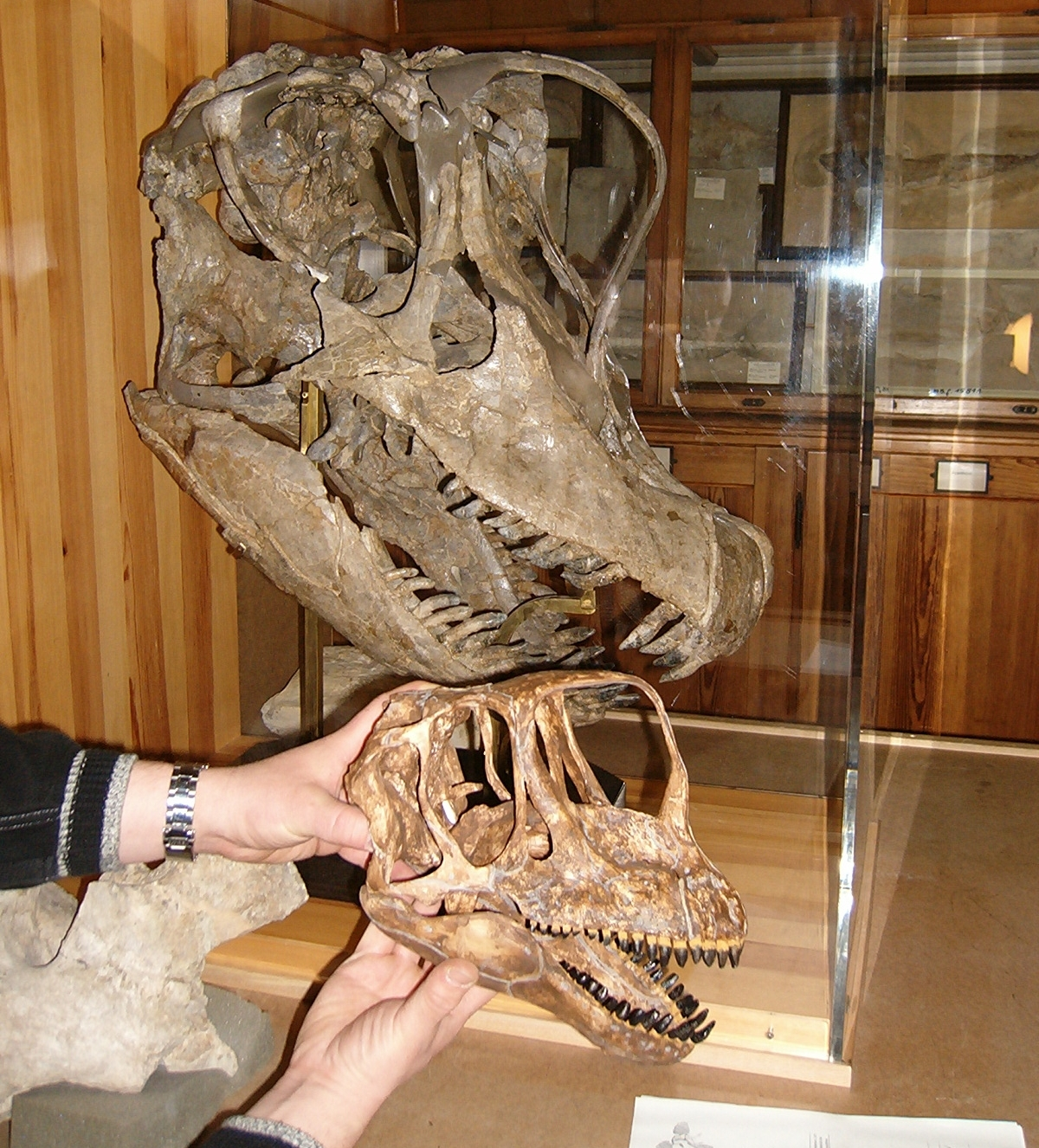
Fossiler Schädel von Europasaurus holgeri im Vergleich zu einem Schädel des verwandten Dinosauriers Giraffatitan

Inselverzwergung ist ein evolutionsbiologisches Phänomen, bei dem die Körpergröße von Tierarten, die auf einer Insel ohne Fressfeinde oder menschliche Eingriffe leben, über Generationen hinweg deutlich abnimmt („verzwergt“).

## Beschreibung
Erste Forschungsarbeiten zur Inselverzwergung stammen von dem kanadischen Biologen J. Bristol Foster (* 1932). Für ihn sind die Anpassungsmechanismen bei Übervölkerung der ausschlaggebende Faktor, ob eine Tierart zur Verzwergung oder zum Inselgigantismus neigt (Siehe auch: Inselregel).
Beispiele für Inselverzwergung sind unter anderem:
- Homo floresiensis, ein auf der Insel Flores entdeckter ausgestorbener Vertreter der Gattung Homo sowie die auf Flores lebenden Ureinwohner des anatomisch modernen Menschen (Homo sapiens)[1]
- Verschiedene ausgestorbene Zwergelefantenarten, Zwergformen von Elefanten und Mammuten auf einigen Mittelmeerinseln (Sizilianischer Zwergelefant oder Kreta-Zwergmammut), auf den Kanalinseln von Kalifornien (Zwergmammut) beziehungsweise in einer anderen Varietät auf der Wrangelinsel sowie von Stegodonten auf verschiedenen Inseln des Südostasiatischen Archipels.
- Madagassische Flusspferde und Flusspferde auf Mittelmeerinseln.
- der ausgestorbene Honshū-Wolf in Japan.
- der Insel-Graufuchs auf den kalifornischen Kanalinseln. Er hat sich aus dem Graufuchs entwickelt, nachdem Exemplare dieser Art auf die nördlichen drei Kanalinseln gelangten. Heute ist diese Art der Echten Füchse mit einer Körpergröße, die in etwa der einer Hauskatze entspricht, deutlich kleiner als die Stammform.
- der Weißwedelhirsch auf den Florida Keys.
- Spitzbergen-Rentiere auf der Insel Spitzbergen sind nur 65 cm hoch, während Rentiere auf dem Festland eine durchschnittliche Schulterhöhe von ca. 110 cm haben.
- Fossil wurde das Phänomen auch bei dem 2006 beschriebenen sauropoden Dinosaurier Europasaurus nachgewiesen, der während des späten Juras eine Insel im heutigen Norddeutschland bewohnte. Während nahe verwandte Formen auf dem Festland bis zu 40 Meter Länge und ein Gewicht von 50 bis 80 Tonnen erreichen konnten, war Europasaurus bereits bei etwa 6,20 Metern Länge und einer Tonne Gewicht ausgewachsen.

Die Tendenz zur Inselverzwergung lässt sich auch bei Waschbären, Kaninchen, Schweinen und Rotwild feststellen. Auch Schlangen und Amphibien (vgl. Zyprische Wechselkröte) neigen mit wenigen Ausnahmen zur Inselverzwergung. Kleine Nagetiere auf Inseln neigen dagegen zum Inselgigantismus, d. h. Inselformen der Tierordnung neigen dazu, deutlich größere Körperformen als auf dem Festland zu entwickeln. Die Neigung zum Riesenwuchs lässt sich auch bei Leguanen, Geckos und Skinken beobachten.
Auf der Dodekanesinsel Tilos wurden bei Ausgrabungen in der Charkadio-Höhle die Knochen einer Zwergelefantenart geborgen. Das jüngste 14C-Datum aus der fossilführenden Schicht (4390±600 BP uncal) legt eine Datierung zwischen 4340 und 1520 v. Chr. nahe. Der Zwergelefant von Tilos (Elephas tiliensis) ist möglicherweise erst in der Bronzezeit ausgestorben. Weitere neolithische Daten stammen von anderen Mittelmeerinseln.